# غوتي (لاعب كرة قدم)
غوتي (بالبرتغالية: Gutieri Tomelin‏) هو لاعب كرة قدم برازيلي في مركز الدفاع، ولد في 29 يونيو 1991 في São Bento do Sul ‏ في البرازيل. لعب مع نادي جوينفيل ونادي فيغورينسي وياغيلونيا بياويستوك.

## وصلات خارجية
- غوتي (لاعب كرة قدم) على موقع قاعدة بيانات كرة القدم.إي يو (الإنجليزية)
- غوتي (لاعب كرة قدم) على موقع Soccerway.com (الإنجليزية)
- غوتي (لاعب كرة قدم) على موقع عالم كرة القدم.نت (الإنجليزية)